# Pencaitland
Pencaitland è una piccola cittadina scozzese situata nell'area amministrativa dell'East Lothian. Si trova circa 20 km a est della capitale Edimburgo. La zona abitata è divisa in due dal fiume Tyne, attraversato da un antico ponte a tre archi del XVI secolo.
Il paese ha dato i natali a Jock Taylor, indimenticato campione di motociclismo scomparso in un incidente nel 1982. Nel 2006 è stata posta una targa in sua memoria all'ingresso del paese.